# Goleszanka
Goleszanka – struga, prawy dopływ Moszczanki o długości 6,31 km i powierzchni zlewni 41,63 km².